# Infiniti LE
Der Infiniti LE ist ein Konzeptauto, das der Kraftfahrzeughersteller Infiniti auf der New York Auto Show 2012 präsentierte. Der Name LE steht für Luxury und Electric. Das Unternehmen erklärte, das Fahrzeug sei ein Vorprodukt, ein Serienmodell würde 2014 erscheinen.
Der Infiniti LE basiert auf der Plattform des Nissan Leaf, anders als bei diesem soll der Elektromotor hier 100 statt 80 kW leisten. Unter dem Fahrgastraum soll ein Lithium-Ionen-Akku mit einer Kapazität von 24 kWh oder mehr angebracht werden, die Reichweite soll etwa 160 km betragen. Nach neueren Aussagen soll das Fahrzeug mit einem 60 kWh-NMC-Akkumulator (Nickel-Mangan-Cobaltoxid) ausgestattet werden und damit Reichweiten von deutlich über 300 km erreichen können. Die genannte Quelle gibt 2018 als Erscheinungsjahr an.
Der LE ist für diese Zwecke besonders aerodynamisch gestylt und mit speziell geformten Rädern, Frontspoiler und Seitenschweller ausgestattet, wodurch ein geringer Luftwiderstandswert von 0.25 erreicht wird. Der LE wäre das erste Fahrzeug der Marke mit Frontantrieb nach dem Infiniti I30, wenn das Auto in Produktion geht.
Ein wesentliches Merkmal des LE ist das induktive drahtlose Aufladen. Dabei wird das Fahrzeug durch Parken über einer Ladestation aufgeladen, statt mit Ladekabel und Steckdose. Daneben kann die Ladung aber auch mittels 50-kW-Gleichstromladegerät erfolgen.
Im Juli 2013 sagte der zuständige Nissan-Chef für globale Planung, Andy Palmer, dass sich der Produktionsstart des LE ein wenig verzögere, da es interessante Fortschritte in der Elektrofahrzeug-Technik gebe, wie etwa neue und leistungsfähigere Lithium-Ionen-Akkumulatoren mit erhöhter Reichweite und niedrigerem Preis, welche man noch in das Modell einfließen lassen wolle.